# 小郷知子
小郷 知子（こごう ともこ、1978年7月22日 - ）は、NHKのアナウンサー。

## 来歴
東京都世田谷区出身。東京都立青山高等学校、早稲田大学商学部卒業。中学時代に陸上部に所属し短距離ハードル競走と砲丸投げで大会出場。高校・大学でテニス部、テニスサークル。大学時代にミス世田谷で2位。
2002年にNHKに入局。初任地は宮崎。
2番目の勤務地福岡局時代から『NHKニュースおはよう日本』でキャスターの夏休み代理を務め、福岡局の初代地上デジタル放送推進大使にも着任。
『つながるテレビ@ヒューマン』のリポーターであったが、1期上の北郷三穂子が『NHKニュースおはよう日本』を産休降板したため2007年1月より同番組5時台6時台キャスターに着任。2008年3月末まで務めた。
2009年4月、『NHKニュース7』隔週担当ニュースリーダー。またこの年より選挙開票速報サブキャスターを務める。
2011年4月、『NHKニュース7』土日のキャスターに就任。女性アナウンサーによるNHK午後7時のニュースのキャスターは森田美由紀以来12年ぶりで、土日（週末）に限れば1995年4月以来、16年ぶりのことだった。
2014年4月から産休に入る。
2016年1月、Nスペ5min.ナレーション担当で復職。同年4月より『NHKニュースおはよう日本』（土曜・日曜・祝日）及び『クローズアップ現代＋』を担当する。2017年4月より『うたコン』司会者として登板。2019年4月7日から11月3日までは『日曜討論』の司会も務める。
2019年10月22日限りでうたコンを降板、2回めの産休に入る。
2022年4月から『どーも、NHK』メインキャスターを担当。
2023年4月、横浜放送局に異動、以降はラジオ『はま☆キラ!』などに出演している。

## 趣味・特技など
- 趣味・特技

スポーツ、海外旅行、ミュージカル鑑賞、お菓子作り
- 好きな食べ物

桃、ケーキなど
実家には「ちゃーた」という名前の犬を飼っていて犬派である。

## 私生活
2012年7月、同い年の大手映画会社の社員と結婚した。2014年4月から産休に入り、第1子出産。2019年11月から2回目の産休に入り、第二子出産。

## 現在の担当番組
- きょうの健康（司会：2025年3月31日 - ）
- ひるのいこい 火曜日担当（2025年4月1日 - ）
- Eテレ0655（ナレーション：2025年3月31日 - ）
- SWITCHインタビュー 達人達（語り）

## 過去の担当番組
宮崎放送局時代（2002年度 - 2003年度）
- 宮崎県のニュース・中継・リポート
- あなたが選ぶ大リーグ感動名場面（2003年11月）

福岡放送局時代（2004年度 - 2006年12月）
- 情報ワイド福岡いちばん星 ニュース担当（2004年4月 - 2005年12月）
- NHKニュースおはよう日本 土日代理キャスター（2004年8月7日、8日、21日、22日）
- お元気ですか日本列島 ぐるっとニュース九州・沖縄地区（同上）
- NHKニュースおはよう日本平日5.6時台（2005年8月1日 - 5日、2006年8月28日 - 9月1日）
- 土曜特集「アジアのオトコマエ」（2005年9月24日、福岡局制作。三宅裕司とコンビを組んだ）
- つながるテレビ@ヒューマン（2006年）
- NHKネットワーク54「地域発リポート」進行（2006年10月 - 2007年3月）
- 首都圏ネットワーク（2006年12月8日、内藤裕子の病気療養による臨時担当）
- 2006年度全日本テレビ番組製作社連盟賞【ATPテレビグランプリ賞）表彰式式典 / TBS：山田愛里と司会進行を務めた】 - （2006年11月23日放送）

東京アナウンス室時代（1度目）（2007年1月 - 2022年度）
- おーい、ニッポン「私の・好きな・宮崎県」（2008年2月10日）スタジオ進行
- NHKニュースおはよう日本 平日 キャスター 5:00 - 6:30, 7:30 - 7:45（2007年1月 - 2008年3月）
- 月刊とれたてマイビデオ（2007年1月 - 2008年3月、毎月1回〔原則として最終週の土曜もしくは日曜〕）
- 首都圏ネットワーク（2008年6月4日、文化流行最前線のコーナーリポーター）
- 探検ロマン世界遺産「ほほえむ大聖堂は少女に語りかける〜フランス・ランス〜」（2008年7月19日）リポーター
- ニュースウオッチ9（2008年8月5日 - 8月7日、9月1日 - 9月12日、2010年8月23日 - 8月27日） - 青山祐子不在時（北京五輪中継及び夏期休暇）の代理出演
- スタジオパーク 大みそかスペシャル（2008年12月31日、青井実、ビビる大木とともに司会） - メインMCの小野文惠が『第59回NHK紅白歌合戦』の総合司会となっていたために代理出演
- 探検ロマン世界遺産「砂漠の真珠　輝きよ永遠に〜リビア・ガダーミス〜」（2009年1月10日）リポーター
- おーい、ニッポン「私の・好きな・東京都」（2009年3月1日）昭和女子大学 人見記念講堂よりリポーター
- 総理にきく〜総理大臣公邸から中継（2009年3月15日）第92代内閣総理大臣麻生太郎を囲む座談会の司会進行
- 東京都議会議員選挙開票速報（2009年7月13日）
- NHK週刊ニュース キャスター（2009年8月15日） - 古野晶子の夏期休暇による代行
- 不屈の者たちへ（2009年8月19日）（作家・山本一力とともに司会）
- 第45回衆議院議員総選挙開票速報（2009年8月30日）
- 気象通報 16時放送分（NHKラジオ第2放送・2009年9月22日・12月30日・2010年1月11日・2月11日）
- 生活ほっとモーニング（NHK総合テレビジョン 不定期、リポーター）
- ジェネレーションY〜地球未来図〜（BS 1）
- 正午ニュース キャスター
  - 横尾泰輔の代理：2010年4月26日、27日
  - 佐藤龍文の代理：2011年1月22日、23日
  - 高瀬耕造の代理：2013年2月25日、26日、3月7日
- 極める!「杏の戦国武将学」（教育、2010年5月）ナレーション
- 第22回参議院議員通常選挙開票速報（2010年7月11日）開票状況担当
- 世界史発掘!時空タイムス編集部編集員（司会）※（2009・2010年）
- NHKニュース7
  - 月 - 金ニュースリーダー※（2009・2010年度）
- NHKニュース7（土曜・日曜・祝日）キャスター（2011年4月 - 2014年3月）

※2012年3月までは、土曜、日曜（土日が祝日の場合も含む）のみ担当。
- 総合テレビ『ゆうどきネットワーク』内ニュース※（2009・2010年度）
- 月 - 金20時前の気象情報※（2009・2010年度）
- モバイル週間ニュース キャスター※（ワンセグ2、2010年度）
- どきどきこどもふどき ナレーション（2011年4月 - 2015年3月）
- ニュース（NHKラジオ第1放送）（午後1時台 - 午後6時台の定時ニュース）（不定期：主に水曜日）
- Nスペ5min. ママたちが非常事態!? ~最新科学で迫る ニッポンの子育て~（ナレーション・2016年1月30日）
- 目撃!日本列島 “止まり木”におかえり~東京・居場所支援~（ナレーション・2016年7月9日）
- クローズアップ現代+（キャスター）（2016年4月4日 - 2017年3月7日）（不定期）[注釈 1]
- ラジオニュース（午前11時・日曜、祝日）（2016年度）
- 第68回NHK紅白歌合戦（ラジオ中継）（2017年12月31日）
- NHKニュースおはよう日本（キャスター）（土曜・日曜・祝日）（2016年4月9日 - 2019年3月31日）
  - おはよう日本・関東甲信越（キャスター）（土曜・日曜・祝日）
- うたコン（司会）（2017年4月4日 - 2019年10月22日）
- 有田P おもてなす（2018年5月19日）[11]
- 日曜討論（司会）（2019年4月7日 - 11月3日）
- どーも、NHK（司会）（2022年4月3日 - 2023年3月12日）

横浜放送局時代（2023年度 - 2024年度）
- はま☆キラ!ほか

NHK財団時代（2025年度 - ）